# Toplinska izolacija cijevi
Toplinska izolacija cijevi je oblaganje cijevi izolacijskim materijalima koje služi smanjenju intenziteta izmjene topline između medija unutar cijevi i okoliša u kojem se cijev nalazi. Razlozi radi kojih se teži smanjenju intenziteta izmjene topline su: ekonomski, smanjenje temperature vanjske površine cijevi, zaštita okoliša cijevi od pretjeranog zagrijavanja, sprječavanje kondenzacije vlage na vanjskoj površini cijevi iz okolišnog zraka kod hladnih strujećih medija i dr.

## Fizikalna podloga
Fizikalna interpretacija izmjene topline kroz cijev se pronalazi u sljedećoj matematičkoj jednadžbi kojom se u termodinamici formulira toplinski tok kroz cijevnu stijenku:

{\displaystyle {\frac {\Theta }{L}}={\frac {T_{1}-T_{2}}{{\frac {1}{2\pi R_{1}\alpha _{u}}}+{\frac {1}{2\pi \lambda _{1}}}\ln {\frac {R_{2}}{R_{1}}}+{\frac {1}{2\pi \lambda _{i}}}\ln {\frac {R_{2}+\delta _{i}}{R_{2}}}+{\frac {1}{2\pi R_{2+\delta _{i}}\alpha _{v}}}}}}
- {\displaystyle {\frac {\Theta }{L}}} - toplinski tok po metru duljine cijevi
- {\displaystyle T_{1}-T_{2}} - razlika temperatura unutar i izvan cijevi, [K ili °C]
- {\displaystyle R_{1}} - unutarnji polumjer cijevi
- {\displaystyle \alpha _{u}} - unutarnji koeficijent prijelaza topline
- {\displaystyle \lambda _{1}} - toplinska provodnost materijala cijevi
- {\displaystyle R_{2}} - vanjski polumjer cijevi (ispod izolacije)
- {\displaystyle \lambda _{i}} - toplinska provodnost izolacijskog materijala
- {\displaystyle R_{2}+\delta _{i}} - vanjski polumjer cijevi (iznad izolacije)
- {\displaystyle \alpha _{v}} - vanjski koeficijent prijelaza topline

Iz ovoga se zaključuje da se, za konstantne ostale parametre, što je u našem problemu i slučaj, na toplinski tok može utjecati samo promijenom {\displaystyle \delta _{i}} (debljine izolacije) i {\displaystyle \lambda _{i}} (toplinske provodnosti izolacijskog materijala). Smanjiti toplinski tok, a što je cilj postojanja toplinske izolacije, možemo povećanjem {\displaystyle \delta _{i}} ili smanjenjem {\displaystyle \lambda _{i}}, odnosno kombinacijom toga dvojega. Ovom jednadžbom izmjena topline zračenjem nije uzeta u obzir.

### Emisijski faktor
Dodatni parametar kojim možemo podešavati toplinski tok između strujećeg medija i otvorenog okoliša je {\displaystyle \varepsilon }, emisijski faktor vanjske površine cijevi (iznad izolacije). Njegovim smanjenjem se postiže smanjenje izmjene toplinskog toka zračenjem. To se opisuje sljedećom jednadžbom:

{\displaystyle {\frac {\Theta }{L}}=2(R_{2}+\delta _{i})\pi \varepsilon (T_{2'}^{4}-T_{ok}^{4})}
- {\displaystyle T_{2'}} - temperatura vanjske površine cijevi, [K]
- {\displaystyle T_{ok}} - temperatura okoliša, [K]

#### Emisijski faktori nekih materijala[2]
- Aluminijska folija,  {\displaystyle \varepsilon } = 0,036
- Čelik (valjani lim), {\displaystyle \varepsilon } = 0,56
- Bakar (valjan), {\displaystyle \varepsilon } = 0,64
- Ljudska koža, {\displaystyle \varepsilon } = 0,98

## Primjene

### Sprječavanje kondenzacije
U slučaju strujanja medija hladnijeg od okoliša, kod nedovoljno izoliranih cijevi može doći do kondenzacije vlage na vanjskoj površini cijevi. Ta vlaga može povećati toplinski tok, uzrokovati koroziju. Kondenzacija se neće dogoditi ako je temperatura vanjske površine cijevi viša od temperature zraka.

### Smrzavanje cijevi
Ako se cijev nalazi u hladnom okolišu (primjerice, zimi), može doći do padanja temperature vode unutar cijevi do 0 °C, pri čemu može doći do skrućivanja, odnosno leđenja vode. led ima veći specifični volumen od vode, što znaći da postoji opasnost od pucanja cijevi u takvim uvjetima. Izolacija pridonosi sprječavanju te pojave.

### Očuvanje energije
Dodavanjem toplinske izolacije se smanjuje toplinski tok, koji kod, primjerice, transporta tople vode u sustavu grijanja predstavlja toplinsku energiju bačenu u okoliš, dakle i financijske gubitke. Kod transporta medija vrlo visokih temperatura treba koristiti više izolacijskog materijala (deblji sloj), nego kod medija nižih temperatura.

### Zaštita od ekstremnih temperatura
Kod cjevovoda kojima se transportiraju mediji izuzetno visoke ili niske temperature može doći do izuzetno visoke ili niske temperature vanjske površinske stijenke tog cjevovoda. To bi bilo opasno kada bi ljudi, životinje, zapaljivi predmeti itd. došli u fizički kontakt s cjevovodom. Dodavanjem izolacije se postiže smanjenje temperature vanjske površinske stijenke cijevi.

## Vrste izolacijskih materijala
U toplinskoj izolaciji cijevi se pretežito koriste umjetno dobiveni materijali, organski (npr. pjenasti poliuretan i polietilen, umjetna pjenasta
guma, fenolne pjene itd.) ili anorganski (npr. mineralne vune, kalcijski silikat, perlit,
silicijski aerogel itd.).
Uvjet za to da bi se neki materijal mogao smatrati izolacijskim materijalom je toplinska provodnost manja od 0.25 W/mK.

### Toplinske provodnosti nekih izolacijskih materijala[3]
| Materijal                                             | Temperatura | Toplinska provodnost [W/mK] |
| ----------------------------------------------------- | ----------- | --------------------------- |
| Staklena vuna gustoće 47,5 kg/m3                      | 10 ºC       | 0,030                       |
| Staklena vuna gustoće 80 kg/m3                        | 10 ºC       | 0,031                       |
| Kamena vuna 100 kg/m3                                 | 10 ºC       | 0,033                       |
| Kamena vuna 160 kg/m3                                 | 10 ºC       | 0,034                       |
| Tvrda poliuretanska pjena(PUR) gustoće 35 do 50 kg/m3 | 10 ºC       | 0,023                       |

## Dodatni parametri izolacijskih materijala

### Poroznost i gustoća materijala
Pri razmatranju materijala za izolacijske svrhe, treba uzeti u obzir poroznost i gustoću materijala kojeg želimo upotrijebiti. Naime, zbog poroznosti pojedinih materijala, zrak ulazi u pore unutar materijala i zadržava se tamo. Zrak ima relativno malu toplinsku vodljivost (reda veličine 0,03 W/mK) i na taj način pridonosi toplinskoj izoliranosti. Odabirom materijala manje gustoće se udio zraka u njegovim porama povećava, čime se, naravno, poboljšava toplinska izoliranost.

### Sprječavanje prodiranja vlage kroz površinu izolacije
Kod cjevovoda kroz koji struji hladna tekućina može doći do kondenzacije vlage na vanjskoj stijenci cijevi. Kada bi se ta vlaga difuzijom upila u materijal stijenke, odnosno izolacijskog materijala, povećala bi njegovu toplinsku vodljivost ( toplinska provodnost vode je reda veličine 0,6 W/mk), dakle i intenzivirala toplinski tok. Najveći utjecaj na sprječavanje te difuzije ima odabir materijala povoljnog faktora difuzijskog otpora μ.
- Aluminijska folija s bitumenom: μ = 700 000
- Polietilen i PVC folija: μ = 100 000
- Stiropor: μ = 40 - 100
- Mineralna ili staklena vuna: μ = 1,2 - 1,8

### Koeficijent prijelaza topline na površini oplate
Ovisi o:
- brzini strujanja zraka oko cjevovoda
- vlažnosti zraka
- položaju cjevovoda u prostoru

### Ostalo
- mehanička svojstva
- zapaljivost
- otpornost prema kemijskim i atmosferskim utjecajima
- otpornost na mikroorganizme, insekte i glodavce
- upijanje buke
- neutralnost sastava i odsutnost mirisa